# Ópera Cómica de Berlín

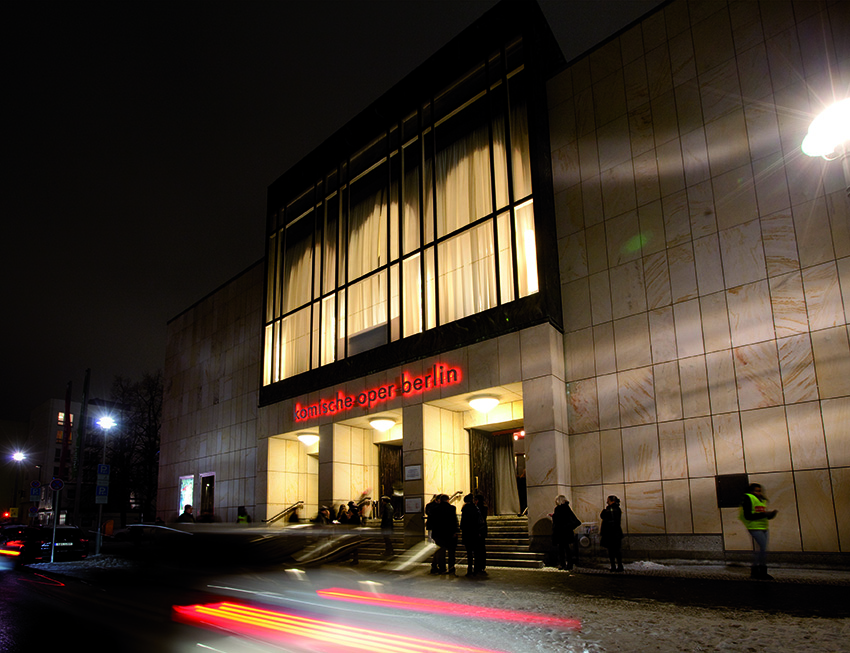

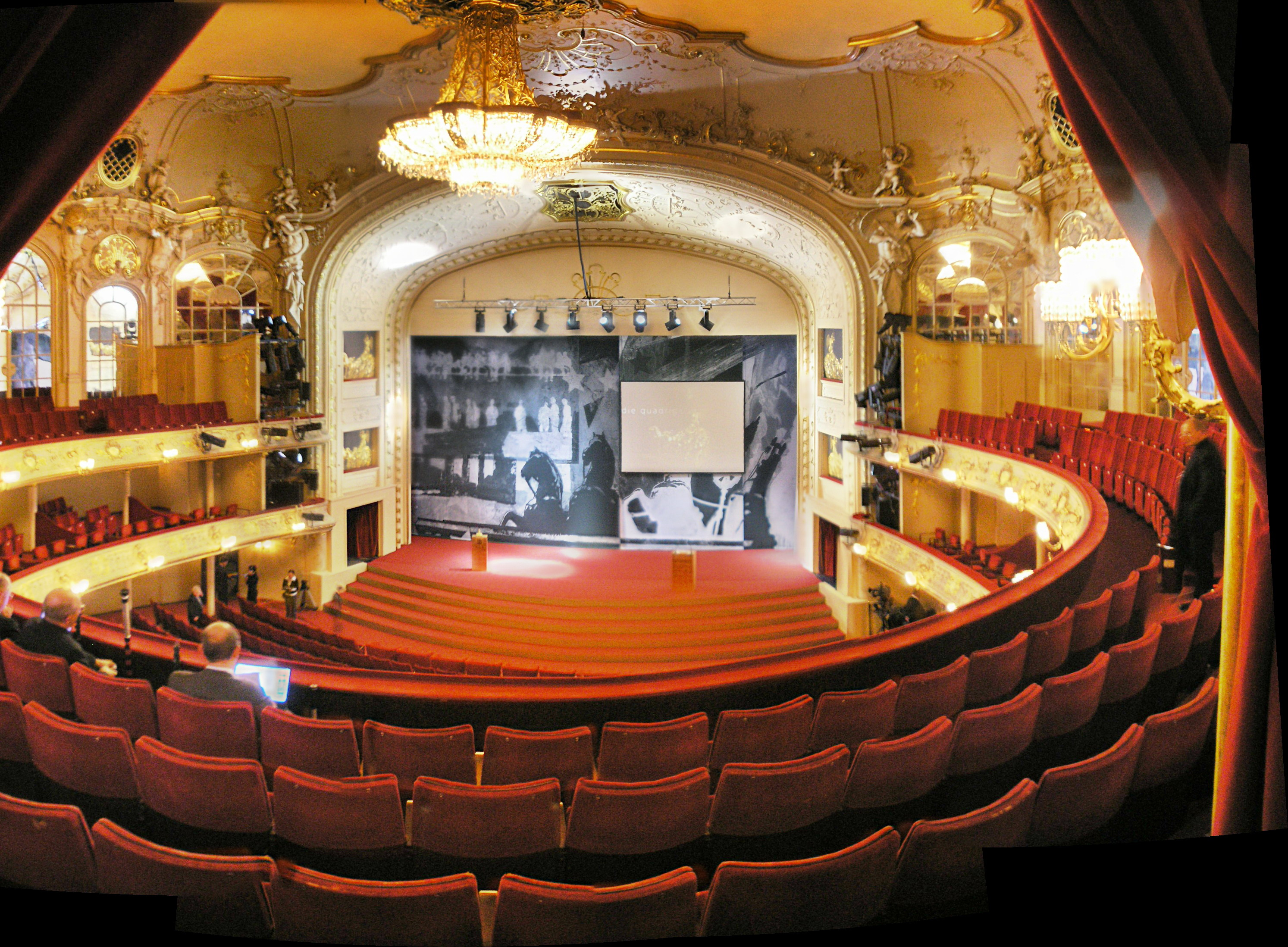

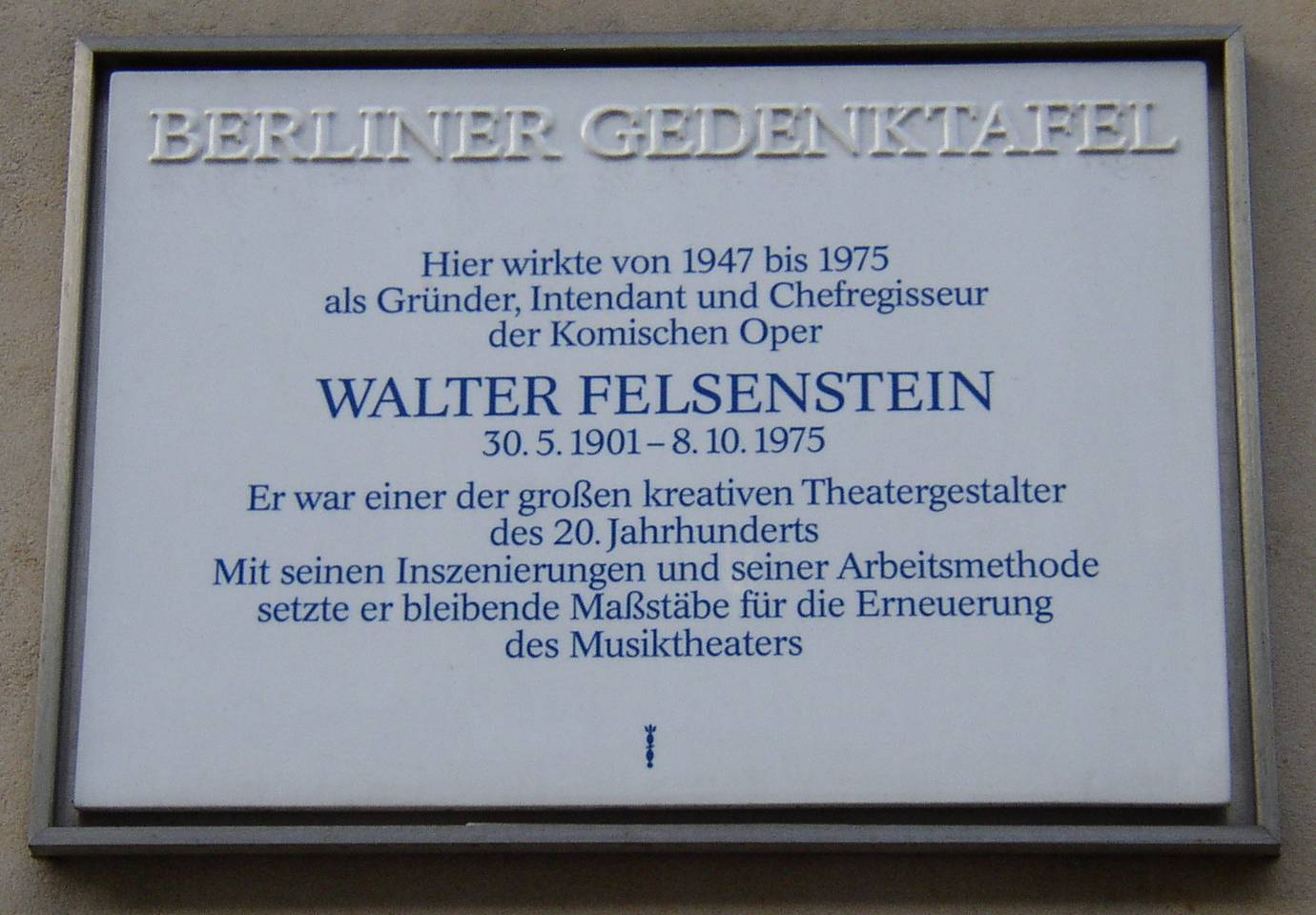

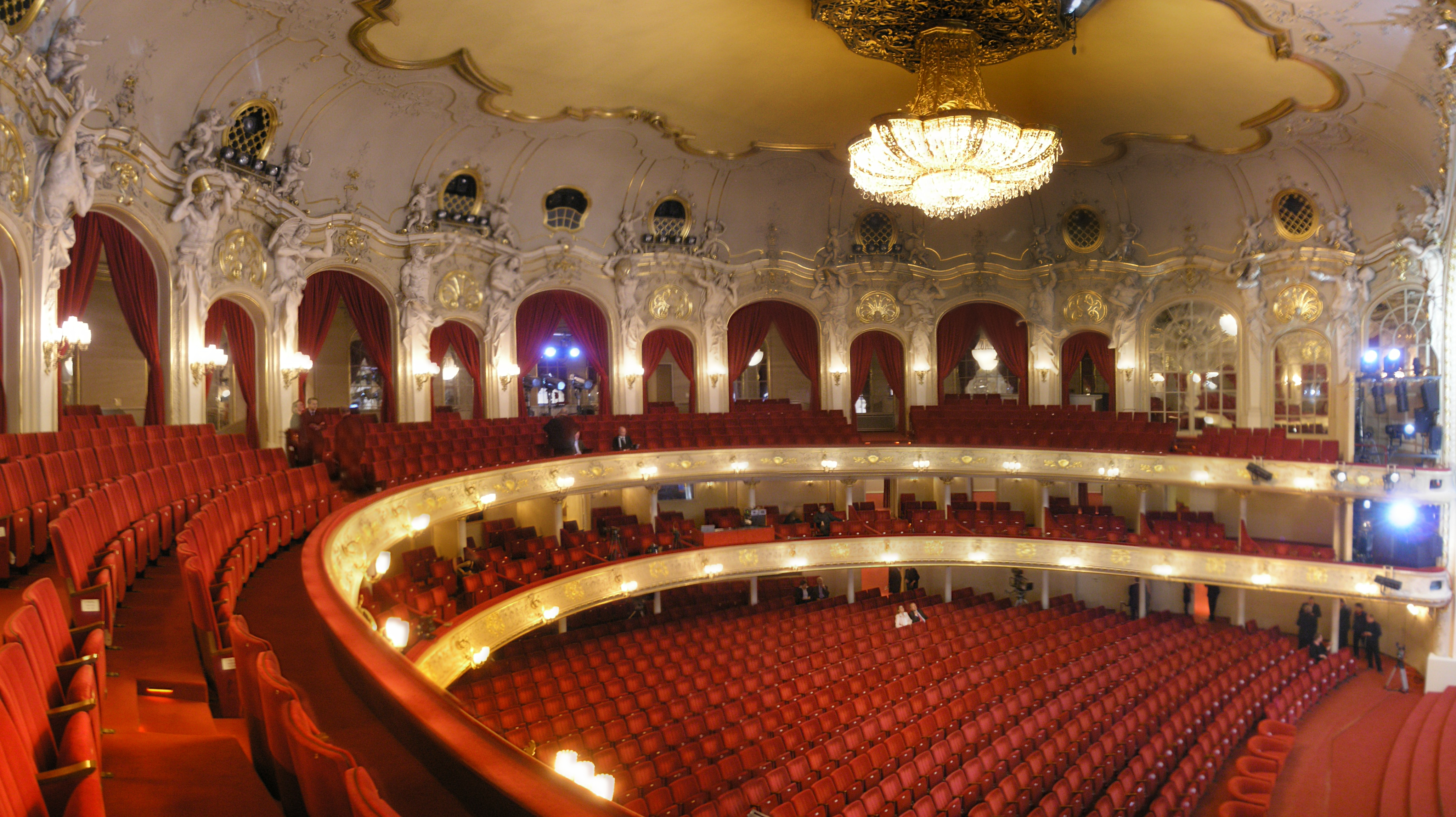

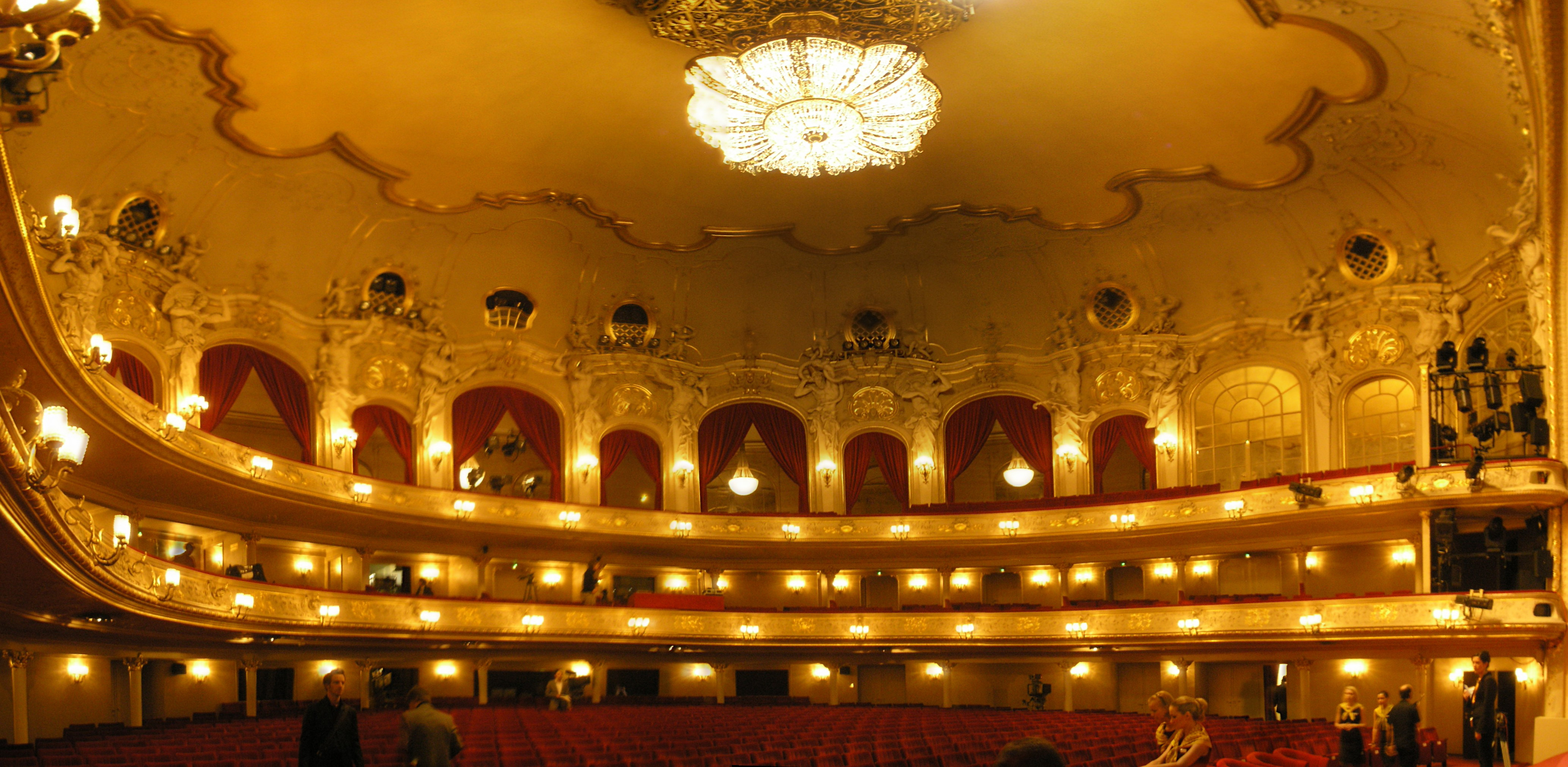

La Ópera Cómica de Berlín (del alemán: Komische Oper Berlin) es un teatro y compañía de ópera en Berlín (Alemania) con sede en la Behrenstrasse 55-57, cercana al bulevar Unter den Linden. 
Se especializa en ópera, opereta y ballet. Es una de las tres compañías berlinesas estables de ópera junto con la Staatsoper Unter den Linden y la Deutsche Oper Berlin. 
No debe confundirse con la desaparecida Alte Komische Oper (Antigua Ópera Cómica) de la Friedrichstraße 104. 

## Historia
Construida en 1891-92 por Ferdinand Fellner y Hermann Helmer - en el predio donde en 1764 se erigió el primer teatro privado de la ciudad sede del estreno mundial de Götz von Berlichingen de Goethe y que cerró en 1786 - fue llamado en un principio Theater Unter den Linden. En aquel momento tenía capacidad era para 1700 personas. La primera apertura fue el 24 de septiembre de 1892 como "Teatro Unter den Linden" con la opereta Daphne de Adolf Ferron y el ballet Die Welt in Bild und Tanz de Gaul y Haßreiter.
El 3 de septiembre de 1898 se reabrió el teatro con el nombre de Metropol-Theater con el espectáculo Paradies der Frauen de Julius Freund. A partir de esta apertura empezó su camino para convertirse en el teatro de variedades más famoso y exitoso de Berlín. Sin embargo, tras una disminución de los espectáculos de variedades y musicales durante la década de los veinte, el teatro se vio obligado a cerrar en 1933.
En 1934 el teatro se nacionalizó y cambió su nombre por Staatliches Operettentheater. Operó como parte de los programas de entretenimiento nazis Kraft durch Freude. Durante la Segunda Guerra Mundial el auditorio sufrió destrozos por los bombardeos de los Aliados el 7 de mayo de 1944. La fachada, la entrada y los murales restantes del auditorio fueron destruidos por bombas el 9 de marzo de 1945.
Como parte de los trabajos de restauración y reconstrucción provisional, el teatro reabrió el 23 de diciembre de 1947 con el nombre de Komische Oper (Ópera Cómica) con la opereta Die Fledermaus de Johann Strauss.
En 1947, el celebrado director Walter Felsenstein creó la compañía Komische Oper especializada en producciones de vanguardia y pionera del regietheater que dirigió hasta su muerte en 1975. Götz Friedrich fue asistente de Felsenstein.
Durante los años cincuenta hubo distintas alteraciones y extensiones del teatro hasta que en 1965/66 quedó totalmente reconstruido por el colectivo de arquitectos Kunz Nierade añadiendo extensiones funcionales y dándole unos exteriores completamente nuevos. El teatro se reabrió otra vez el 4 de diciembre de 1966 con Don Giovanni de Mozart. Durante 1986 se restauró nuevamente el auditorio y se modernizaron las máquinas del escenario en 1989.
Joachim Herz sucedió a Felsenstein a su muerte y se mantuvo en el cargo hasta 1981. Fue sucedido por Harry Kupfer durante 21 temporadas, hasta 2002. Del 2002 al 2012, la Ópera Cómica de Berlín fue dirigida por Andreas Homoki y desde 2013 está al frente el controvertido Barrie Kosky. 
Desde 1966 a 2004, fue sede de la compañía de danza "Tanztheater der Komischen Oper", finalmente fusionada con otros cuerpos estables de la ciudad bajo la denominación Staatsballett Berlin.

## Directores musicales
- Kurt Masur (1960-1964)
- Géza Oberfrank (1973-1976)
- Rolf Reuter (1981-1993)
- Yakov Kreizberg (1994-2001)
- Kirill Petrenko (2002-2007)
- Carl St. Clair (2008-2010)
- Patrick Lange (2010-2012)
- Henrik Nánási (2012-2018)
- Ainārs Rubiķis (2018)

## Estrenos mundiales en el teatro
- Jean Gilbert: Die Kinokönigin (8 de marzo de 1913)
- Walter Kollo: Marietta (22 de diciembre de 1923)
- Franz Lehár: Friederike (4 de octubre de 1928)
- Franz Lehár: Das Land des Lächelns (10 de octubre de 1929)
- Oscar Straus: Eine Frau, die weiß, was sie will (1 de septiembre de 1932)
- Paul Abraham: Ball im Savoy (23 de diciembre de 1932)
- Fred Raymond: Ball der Nationen (1935)
- Fred Raymond: Auf großer Fahrt (1936)
- Fred Raymond: Maske in blau (27 de septiembre de1937)
- Siegfried Matthus: Der letzte Schuß (5 de noviembre de  1967)
- Siegfried Matthus: Noch einen Löffel Gift, Liebling (16 de abril de 1972)
- Grita Krätke: Mario und der Zauberer (28 de abril de 1975)
- Georg Katzer: Das Land BumBum (1978)
- Siegfried Matthus: Judith (28 Sep 1985)
- Georg Katzer: Antigone oder die Stadt (1991)

## Literatura
- Wolfgang Fuhrmann: Es flossen Tränen. Die Komische Oper wird 60. Über ihren Gründer Walter Felsenstein spricht dessen Sohn Christoph. Berliner Zeitung, 2007
- Thomas Flierl: Andreas Homoki. Ein Jahrzehnt Musiktheater an der Komischen Oper Berlin. Berlín 2012, ISBN 978-3-942449-34-2.